# 미얀마의 기후
미얀마의 기후는 고도와 위치, 그리고 산악지대인지의 여부에 따라 다양하다. 기후는 아열대/열대이며 3가지 계절이 있다: 남서부 몬순의 영향을 받아 11월~2월까지는 추운 겨울, 3~4월은 더운 여름, 5~10월은 우기이다.
강우량은 하미얀마에서 2,500mm, 산간부에서는 5,000mm에 달한다. 11월에서 4월에 이르는 동안 몬순이 북동쪽에서 불게 되면 비가 거의 오지 않는 건조기가 된다.
미얀마의 기후는 관광객에게 중요한 요소이다. 관광객은 우기를 피하고 10월부터 5월 사이의 건조기에 여행을 하는 경향이 있다.

## 가뭄
미얀마의 기온 상승과 가뭄의 증가는 국가의 수자원을 감소시켰으며 완두콩, 사탕수수, 쌀의 생산을 파괴시켰으며 장기적으로 보았을 때 추가적인 경작 및 토양 침식 파괴로 말미암아 농업 생산 및 식량 안보에 부정적인 영향이 계속될 것으로 짐작된다.